# Сетевой график
Сетевой график — динамическая модель производственного процесса, отражающая технологическую зависимость и последовательность выполнения комплекса работ, связывающая их свершение во времени с учётом затрат ресурсов и стоимости работ с выделением при этом узких (критических) мест.

## Структура

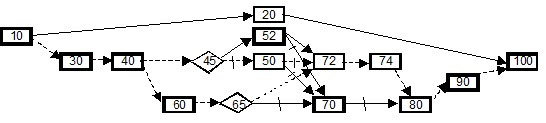
Условный пример сетевого графика

Основные элементы сетевого графика — работа и событие. Также важным понятием является понятие пути.

### Работа
Работа отражает трудовой процесс, в котором участвуют люди, машины, механизмы, материальные ресурсы (проектирование сооружения и систем, поставки оборудования, кладка стен, решение задач на ЭВМ и т. п.) либо процесс ожидания (твердение бетона, сушка штукатурки и т. п.). Каждая работа сетевого графика имеет конкретное содержание. Работа как трудовой процесс требует затрат времени и ресурсов, а как ожидание — только времени. Для правильного и наглядного отображения порядка предшествования работ при построении сети используют изображаемые штриховыми линиями дополнительные дуги, называемые фиктивными работами или связями. Они не требуют ни времени, ни ресурсов, а лишь указывают, что начало одной работы зависит от окончания другой.

### Событие
Событие выражает факт окончания одной или нескольких непосредственно предшествующих (входящих в событие) работ, необходимых для начала непосредственно следующих (выходящих из события) работ. Событие, стоящее в начале работы, называется начальным, а в конце — конечным. Начальное событие сетевого графика называется исходным, а конечное — завершающим. Событие, не являющееся ни исходным, ни завершающим, называется промежуточным. В исходное событие сетевого графика не входит, а из завершающего не выходит ни одна работа. В отличие от работ, события совершаются мгновенно без потребления ресурсов.

### Путь
Под путём понимают любую последовательность работ в сетевом графике, при которой конечное событие каждой работы совпадает с начальным событием последующей. Продолжительность пути определяется суммой продолжительностей составляющих его работ. Путь наибольшей длины между исходными и завершающими событиями называется критическим (Lm). Если критическое время не соответствует заданному или нормативному, сокращение сроков производственного процесса необходимо начинать с сокращения продолжительности критических работ.

## Варианты
Сетевой график — граф, отражающий работы проекта и связи между ними (в виде сети), а также состояния проекта в целом (выполненные и планируемые к выполнению работы). Граф может быть построен в двух вариантах:
1. Вершины графа отображают состояния некоторого объекта (например, строительства), а дуги — работы, ведущиеся на этом объекте.
2. Вершины графа отражают работы, а связи между ними — зависимости между работами.

### Вершины — состояния, дуги — работы
Вершины графа отображают состояния некоторого объекта (например, строительства), а дуги — работы, ведущиеся на этом объекте. Каждой дуге сопоставляется время, за которое осуществляется работа и/или число рабочих, которые осуществляют работу. Часто сетевой график строится так, что расположение вершин по горизонтали соответствует времени достижения состояния, соответствующего заданной вершине. Популярная составляющая методологии PERT.
Виды работ:
- действительная работа в прямом смысле слова (например — подготовка трассы соревнований), требующая затрат труда, материальных ресурсов и времени;
- ожидание — работа не требующая затрат труда и материальных ресурсов, но занимающая некоторое время;
- фиктивная работа (зависимость) — связь между двумя или более событиями, не требующая затрат труда, материальных ресурсов и времени, но указывающая, что возможность начала одной операции непосредственно зависит от выполнения другой (продолжительность такой работы нулевая).

Всякая работа в сети соединяет два события: предшествующее (являющееся для неё начальным) и следующее за ней (конечное).
Виды событий:
- исходное событие — начало выполнения комплекса работ;
- завершающее событие — конечное событие, означающее достижение конечной цели комплекса работ;
- промежуточное событие, как результат одной или нескольких работ, представляющих возможность начать одну или несколько непосредственно следующих работ (продолжительность промежуточного события во времени всегда нулевая).

Событие определяет состояние, а не процесс.
Любая последовательность работ в сетевом графике, в котором конечное событие каждой работы этой последовательности совпадает с начальным событием следующей за ней работой, называется путём.
Пути в сетевом графике могут быть трех видов:
- полный путь — начало которого совпадает с исходным событием сети, а конец — с завершающим;
- путь, предшествующий событию — путь от исходного события сети до данного события;
- путь, следующий за событием — путь, соединяющий событие с завершающим событием;
- путь между событиями i и j — путь, соединяющий какие-либо два события i и j, из которых ни одно не является исходным или завершающим событием сетевого графика.

Критический путь — путь, имеющий наибольшую продолжительность от исходного события до завершающего (см. Метод критического пути).

### Вершины — работы, дуги — зависимости
Вершины графа отражают работы, а связи между ними — зависимости между работами. В таком графе каждый узел, как и работа, характеризуется рядом атрибутов, как продолжительность работы, раннее время начала, позднее время начала, резерв (разница между ранним и поздним временем начала). Работы с нулевым резервом лежат на критическом пути.

## Правила составления сетевого графика
Существуют некоторые базовые правила составления сетевого графика:
- каждая работа должна быть заключена между двумя событиями. В сети не может быть работ, имеющих одинаковые коды;
- в сети не должно быть событий, из которых не выходит ни одной работы, если только это событие не является для данного графика завершающим; соответственно, в сети не должно быть события, в которое не входит ни одной работы, если только это событие не является исходным;
- в сетевом графике не должно быть замкнутых контуров.